# Возоулин, Антип Константинович
Антип (Антипа) Константинович Возоулин (также имя встречается в форме: Антип Константинов, где Константинов — усечённая форма отчества; 1610-е гг., Москва (?) — конец 1650 года, Нижний Новгород) — русский зодчий (архитектор) первой половины XVII века.

## Биография
Родился в Москве, в семье каменщика Константина; пасынок зодчего Лаврентия Возоулина. 
Весной 1628 года с отчимом прибыл в Нижний Новгород для строительства нового каменного собора в кремле. В 1631 году Михайло-Архангельский собор был построен, а Антип правительственным указом отправлен в Вязьму для возведения каменных башен крепости. 
В 1634 году вернулся в Москву, где вместе с Трефилом Шарутиным возвел трёхшатровую Преображенскую церковь в Алексеевском монастыре. В 1635—1636 годах совместно с зодчим Баженом Огурцовым, Трефилом Шарутиным и Ларионом Ушаковым построил Теремной дворец Московского Кремля, Верхоспасский собор, надстраивает Троицкую (Куретную) башню[прояснить]. 
В 1641 году отправлен во Владимир для восстановления Золотых ворот. По своей смете возвёл над ними трёхшатровую церковь Ризположения. В 1642—1643 годах вместе с Ларионом Ушаковым восстанавливал Успенский собор Московского Кремля. За эту работу был награждён 10 аршинами камки, 5 аршинами тафты и 4 аршинами английского сукна.
В 1643 году ремонтировал палаты царского врача Винделина Сибелиста, приступил к строительству Патриарших палат в Московском Кремле. В 1644 году начал строить церковь Троицы в подмосковной усадьбе Голенищево (завершена в 1649 году Л. Ушаковым), возвёл каменные литейные хоромины государственного Пушечного двора. Затем, в связи с болезнью, Константинов уехал в Нижний Новгород.
В 1645—1650 годах Антип работал в Нижнем Новгороде. В 1645 году в Печерском монастыре он возвёл надвратную церковь Евфимия Суздальского, а в 1648 году — трапезную палату с Успенской церковью при ней и покои архимандрита.
В 1650 году Антип Константинов умер. Род зодчего был внесён в синодик нижегородского кремлёвского Спасо-Преображенского собора.